# Rozporządzenie Komisji Europejskiej (WE) nr 2257/94
Rozporządzenie Komisji Europejskiej (WE) nr 2257/94 z dnia 16 września 1994 r. ustanawiające normy jakości bananów, czasem określane w mediach jako rozporządzenie o krzywiźnie bananów, to regulacja Unii Europejskiej ustanawiające standardy klasyfikacji bananów w marketingu i handlu międzynarodowym, która weszła w życie 1 stycznia 1995. Została zniesiona i zastąpiona uproszczoną regulacją 1333/2011 z 19 grudnia 2011, która weszła w życie 9 stycznia 2012.
Komisja Europejska i Parlament Europejski określiły rozporządzenie 2257/94 jako najbardziej znany „euromit”, ponieważ wiele komentarzy medialnych przedstawiło je karykaturalnie jako przykład zbędnej i frywolnej biurokratyzacji. Gazety tabloidowe takie jak polski Fakt lub brytyjski The Sun, oraz niektórzy europosłowie tacy jak Ryszard Czarnecki oraz Jerzy Buzek, opisywali regulację jako „absurd”, „zakaz sprzedaży krzywych bananów”, lub działanie lobby europejskich producentów. Media takie jak BBC, The Guardian, The Economist czy The New York Times przedstawiły historię rozporządzenia „jeden z najbardziej uporczywych euromitów,” otaczających uzasadnione prawa.
Rozporządzenie zostało przygotowane na prośbę przedstawicieli branży rolniczej oraz ministrów krajów członkowskich Unii Europejskiej, jako element ujednolicania międzynarodowych klasyfikacji norm jakości produktów, w celu ułatwienia handlu w obrębie UE. Dotyczyło ono jedynie nieprzetworzonych, niedojrzałych bananów spotykanych w globalnym hurtowym imporcie. Kryterium zniekształceń bananów obejmował jedynie najwyższą klasę jakości produktu – „ekstra” (obok np. kryterium zabrudzenia czy przemrożeń) – i dopuszczał tolerancję dla określonego odsetka produktów i dla niedużych odstępstw, oraz wyjątek dla nietypowych odmian pochodzących z Madery, Azorów, Algarve, Krety, Lakonii i Cypru.
W czasie prac nad zastępującą rozporządzenie regulacją 1333/2011, sprzeciw wobec odwołania prawa zgłosili przedstawiciele 16 krajów, w tym Polski, uzasadniając to obawą przed ponowną fragmentaryzacją standardów jakości.